# Ectemnonotum waterstradti
Ectemnonotum waterstradti är en insektsart som beskrevs av Schmidt 1909. Ectemnonotum waterstradti ingår i släktet Ectemnonotum och familjen spottstritar. Inga underarter finns listade i Catalogue of Life.